# Leito ungueal
Leito ungueal é a parte abaixo das unhas das mãos e dos pés. Estão expostos a infecções.
A causa mais comum da doença ungueal é a infecção, que é causada principalmente por fungos (onicomicose) e, com menor frequência, por bactérias.